# Lista siturilor arheologice din județul Dâmbovița - H
Lista siturilor arheologice din județul Dâmbovița - H conține toate siturile arheologice din județul Dâmbovița înscrise în Repertoriul Arheologic Național (RAN) și aflate în localități al căror nume începe cu litera H. RAN este administrat de Ministerul Culturii și Patrimoniului Național și cuprinde date științifice, cartografice, topografice, imagini și planuri, precum și orice alte informații privitoare la zonele cu potențial arheologic, studiate sau nu, încă existente sau dispărute.
Puteți căuta un sit din localitățile care încep cu litera H folosind formularul de mai jos sau puteți naviga prin toate siturile din județ la Lista siturilor arheologice din județul Dâmbovița.
| Cod RAN                                  | Denumire | Localitate                        | Adresă         | Datare     | Descoperit | Coordonate | Imagine           | Erori            |
| ---------------------------------------- | --- | --------------------------------- | -------------- | ---------- | ---------- | ---------- | ----------------- | ---------------- |
| 69009.01.01 (Cod LMI: DB-I-m-B-17055.02) | Așezarea din epoca bronzului de la Hanu lui Pală - "Pădurea Baracu" / ansamblu anonim (Categorie: locuire civilă) (Tip: Așezare) | sat Hanu lui Pală, comuna Uliești | Pădurea Baracu | Glina      |            |            | Încărcați imagine | Raportați eroare |
| 69009.01.02 (Cod LMI: DB-I-m-B-17055.01) | Așezarea din epoca bronzului de la Hanu lui Pală - "Pădurea Baracu" / ansamblu anonim (Categorie: locuire civilă) (Tip: Așezare) | sat Hanu lui Pală, comuna Uliești | Pădurea Baracu | Tei        |            |            | Încărcați imagine | Raportați eroare |
| 69009.02.01 (Cod LMI: DB-I-m-B-17056.02) | Situl arheologic de la Hanu lui Pală - "Pe Baracu" / ansamblu anonim (Categorie: locuire civilă) (Tip: Așezare)                  | sat Hanu lui Pală, comuna Uliești | Pe Baracu      |            |            |            | Încărcați imagine | Raportați eroare |
| 69009.02.02 (Cod LMI: DB-I-m-B-17056.01) | Situl arheologic de la Hanu lui Pală - "Pe Baracu" / ansamblu anonim (Categorie: locuire civilă) (Tip: Așezare)                  | sat Hanu lui Pală, comuna Uliești | Pe Baracu      |            |            |            | Încărcați imagine | Raportați eroare |
| 66492.01.01 (Cod LMI: DB-I-s-B-17054)    | Așezarea Tei de la Hăbeni - "Între grădini" / ansamblu anonim (Categorie: locuire civilă) (Tip: Așezare)                         | sat Hăbeni, comuna Bucșani        | Între grădini  | Tei        |            |            | Încărcați imagine | Raportați eroare |
| 67087.01.01                              | Așezarea medievală de la Hodărăști- Pod I / ansamblu anonim (Categorie: locuire) (Tip: Siliște)                                  | sat Hodărăști, comuna Cornești    | Pod I          |            | 1975       |            | Încărcați imagine | Raportați eroare |
| 67684.01.01                              | Necropola medievală de la Hulubești- Cimitir / ansamblu anonim (Categorie: descoperire funerară) (Tip: necropola)                | sat Hulubești, comuna Hulubești   | Cimitir        | sec. XVIII |            |            | Încărcați imagine | Raportați eroare |